# Sabina Berman
Sabina Berman Goldberg (* 21. srpna 1955, Ciudad de México) je současná mexická spisovatelka, psycholožka, dramatička, divadelní a filmová režisérka.

## Biografie
Je dcerou psychoanalytičky Raquel Goldberg a Enriqua Bermana, pocházejícím z polského Radzina, je židovkou aškenázského původu. Vystudovala psychologii a mexickou literaturu na Universidad Iberoamericana (UIA).

## Dílo
Dle Elke Hois (2001) se odráží v jejích dílech především otázky feminismu, genderu a mexické společnosti.

### České překlady
- BERMAN, Sabina. Žena, která se ponořila do srdce světa. 1. vyd. Brno: Jota, 2011. 229 S. (šp. 'La Mujer que buceó dentro del corazón del mundo', překlad: Simoneta Dembická) – Téma je věnováno problematice dětského autismu.